# Кронин, Алексей Геннадьевич
Алексей Геннадьевич Кронин (род. 23 октября 1970) — российский легкоатлет, специалист по спортивной ходьбе. Выступал за сборную России по лёгкой атлетике в 1990-х и 2000-х годах, победитель Кубка мира в командном зачёте, серебряный призёр Кубка Европы, победитель и призёр первенств всероссийского значения. Представлял Самарскую область.

## Биография
Алексей Кронин родился 23 октября 1970 года. Занимался лёгкой атлетикой в Самаре, выступал за Профсоюзы и Вооружённые силы.
Впервые заявил о себе на международном уровне в сезоне 1996 года, когда вошёл в состав российской сборной и выступил на Кубке Европы по спортивной ходьбе в Ла-Корунье — с результатом 1:22:43 финишировал седьмым в личном зачёте 20 км и тем самым помог соотечественникам стать серебряными призёрами командного зачёта.
В 1997 году на первенстве Вооружённых сил в Москве выиграл бронзовую и серебряную медали в дисциплинах 5000 и 10 000 метров соответственно.
В 1999 году принимал участие в Кубке мира по спортивной ходьбе в Мезидон-Канон — на дистанции 20 км показал время 1:26:09, занял 29-е место в личном зачёте и первое место в командном.
В 2000 году финишировал четвёртым в ходьбе на 5000 метров на Кубке губернатора в Самаре.
В 2001 году в дисциплине 20 км выиграл бронзовую медаль на зимнем чемпионате России по спортивной ходьбе в Адлере и серебряную медаль на летнем чемпионате России по спортивной ходьбе в Чебоксарах.
В 2003 году на зимнем чемпионате России в Адлере пришёл к финишу пятым, установив свой личный рекорд на дистанции 20 км — 1:21:06.
В 2004 году среди прочего был шестым на чемпионате России в Чебоксарах, вторым в дисциплине 20 000 метров на чемпионате России в Ижевске.
На чемпионате России 2005 года в Саранске показал на финише 20-километровой дисциплины восьмой результат.
В 2006 году финишировал восьмым на зимнем чемпионате России в Адлере.
В 2007 году попробовал себя на дистанции 50 км, на чемпионате России в Чебоксарах с результатом 4:06:55	занял седьмое место.